# Тетрартутьлантан
Тетрартутьланта́н — неорганическое соединение, интерметаллид
лантана и ртути
с формулой LaHg4,
кристаллы.

## Получение
- Сплавление стехиометрических количеств чистых веществ:

{\displaystyle {\mathsf {4Hg+La\ {\xrightarrow {780^{o}C}}\ LaHg_{4}}}}

## Физические свойства
Тетрартутьлантан образует кристаллы кубическая сингония, пространственная группа F 43m, параметры ячейки a = 2,1977 нм,
структура типа пентатетраконтакадмийундекасамария Sm11Cd45
.
Соединение образуется по перитектической реакции при температуре 780 °C.
В более поздних работах соединению приписывают состав
La11Hg45
. В системе Hg-La установлены также соединения LaHg, LaHg2, LaHg3, La2Hg9, LaHg6.